# Svalbard
Svalbard er en norsk øgruppe i Nordishavet og omfatter alle øer, holme og skær mellem 74 og 81 grader nordlig bredde og mellem 10 og 35 grader østlig længde. Det samlede areal er på ca. 62.050 km², og de største øer er Spitsbergen (39.000 km²), Nordøstlandet (14.600 km²), Edgeøen (5.000 km²) og længst mod syd Bjørneøen (178 km²). På Kræmerpynten på Kvitøya (682 km²) nordøst for Nordøstlandet, ligger det østligste punkt i Kongeriget Norge (33°31′05″ E).
Svalbard er adskilt fra Grønland af det mere end 4 km dybe Framsundet (el. Frambassinet).

## Historie
Navnet forekommer første gang i de islandske annaler fra 1194. I den islandske landenavnebog Landnámabók (landnáma betyder at 'tage land') fra 1200-tallet er Svalbard også nævnt, det betyder "kolde kyster", men det er usikkert, om der er tale om det nutidige Svalbard.

### Hvalfangsttiden
I 1596 opdagede den frisisk-nederlandske Willem Barentsz øerne, og englænderen Henry Hudson genopdagede i 1607 øerne og så muligheder for at udnytte de rige naturressourcer, først og fremmest af hvalros ved Bjørneøen, hvor bestanden dog hurtigt blev udnyttet, hvorfor interessen rettedes nordpå. I 1611 nedlagde et engelsk skib med 6 baskiske fangstfolk en hval ved Svalbard, og allerede i 1612 dukkede der både engelske, hollandske og baskiske skibe op i farvandet omkring øgruppen. Der opstod hurtigt kampe mellem englændere og de andre, og hollandske hvalfangerbyer dannede i 1614 Nordseekompagniet til forsvar for de hollandske hvalfangstinteresser og oprettede centralpladsen Smeerenburg (Spækborg) på den østligste spids af Amsterdamøen som base. Dette førte til, at Jakob 1. af England i 1613 ønskede at købe Svalbard af Christian 4. og anerkendte dermed samtidig Danmark-Norges overhøjhed. Christian 4. ønskede ikke at sælge øerne, og i 1615 sendte han 5 krigsfartøjer til Svalbard for at kræve told af fremmede skibe og bortvise dem uden dansk pas og derved beskytte de dansk-norske interesser, om end med ringe held. Christian 4. gjorde, ud fra den da gældende opfattelse af Svalbard som en landfast del af Grønland, krav på landet som en del af det gamle norske skatteland.
Gennem de næste to århundreder fortsatte Danmark-Norge at hævde sin ret til øgruppen. Gennem et par hundrede år blev der drevet hvalfangst i området, idet hollændere, englændere, tyskere, svenskere, franskmænd, baskere og ikke mindst dansk-norske hvalfangere kappedes og stridedes om de letfangelige grønlandske hvaler. Hvalfangsten ved Svalbard blev indledt i begyndelsen af 1600-årene, og Danmark deltog selv fra 1617. På Svalbards kyster anlagdes på denne tid landstationer for hvalfangere, på hvilke man ved hjælp af de rigelige mængder af sibirisk drivtømmer udbrændte tran i store ovne. Smeerenburg var en hvalfangerby beboet om sommeren af en blanding af hollændere og dansk-norske. Den eksisterede i årene 1620-1660.
Trods gode resultater af hvalfangsten trak Christian 4. sig allerede ud i 1622, idet han ønskede at anvende ressourcerne på andre områder inden for handel og søfart. Virksomheden fortsattes af købmanden og rederen Johan Braem frem til dennes død i 1646, ofte med betydelige problemer med konkurrerende og til tider krigeriske nederlandske og franske hvalfangere og lidende under Christian 4.s skiftende udenrigspolitik. Efter Johan Braems død aftog den danske hvalfangst, og fra faste landstationer sluttede den omkring 1660.
Det betød dog ikke, at den danske deltagelse forsvandt, blot skete den nu under hollandsk ledelse. Allerede 1614 grundlagdes i Holland et selskab for hvalfangst i Nordhavet, og mange beboere fra de danske Vadehavsøer, herunder Fanø, tog hyre på hvalfangerskibene. Dette dels på grund af de gode penge, der kunne tjenes på hvalfangerskibene, dels for at undslippe udskrivning til orlogstjeneste, en tjeneste man kunne risikere at skulle være i indtil 8 år. Holland anskaffede med tiden et stort antal skibe til hvalfangsten. I 1701 talte flåden 207 skibe med et udbytte på 2.071 hvaler, mens Hamborg havde 54 hvalfangerskibe og fangede 544 hvaler. Omkring 1720 tiltog hvalfangsten yderligere og Før, Sild og Rømø udrustede skibe til hval- og sælfangst (robbefangst). Desuden bemandede man københavnske og andre selskabers skibe med mandskab og førere, såkaldte kommandører. I Vyk på Før blev der omkring 1720 oprettet en navigationsskole, hvor matroserne fra Vesterhavsøerne fik undervisning i navigation, og efter praktisk uddannelse om bord i hvalfangerskibene kunne de ansættes som kommandører. Fanøboerne vedblev dog at sejle som matroser på hvalfangerskibene. 1764 oprettedes i Aalborg et grønlandsk kompagni, som holdt fire skibe til robbefangst ved Svalbard. Imidlertid blev det mere og mere almindeligt at drive hvalfangst uden brug af landstationer; hvalspækket blev enten kogt om bord eller transporteret til kogerier i hjemlandet. Dermed forsvandt tilstedeværelsen på Svalbard.

### Oversigt over de vigtigste forskningsrejser til Svalbard
Den første norske fangstekspedition til Svalbard skete så sent som i 1790, og den regulære fangst tog først til fra og med 1840.
Forskning på Svalbard blev startet i 1827 på initiativ af professor Baltazar M. Keilhau.
1882 besøgtes Isfjord på Vest-Spitsbergen af den franske geograf Charles Rabot. Samme år var de svenske geologer dr. Alfred Gabriel Nathorst og De Geer sammesteds, og vinteren 1882—83 tilbragte en svensk meteorologisk ekspedition ligeledes i Isfjord.
1889 besøgte tyskerne W. Kükenthal og A. Walther flere steder på Spitzbergen om bord i en norsk jagt. De var udsendte af det geografiske selskab i Berlin.
1890 foretog svenskeren Gustaf Nordenskiöld, en søn af Nordvestpassagens berømte gennemsejler, en rejse til Hornsund og Isfjord på Vest-Spitsbergen om bord i en norsk jagt.
1892 kom den fransk krydser "La Manche" til Vest-Spitsbergens kyster. Den havde geografen Charles Rabot med.
1896 var en svensk geologisk ekspedition under Gerard Jacob de Geer på Vest-Spitsbergen i Bell-Sund og Isfjord. Samme år rejste den engelske geolog sir Martin Conway til det indre af landet mellem Isfjord og Bell-Sund på Vest-Spitsbergen. Samme år opmålte og oploddede fyrst Albert 1. af Monaco Røde-Bay på nordkysten af Vest-Spitsbergen. Han havde inden gjort sig bekendt ved oceanografiske og oceanologiske undersøgelser og besøgte gentagne gange polarhavet ledsaget af videnskabsmænd, lige som han bekostede adskillige videnskabsmænds forskningsrejser i polarlandene.
1897 gjorde sir Martin Conway en ny rejse til Vest-Spitsbergen og foretog undersøgelser i det indre øst for Kings-Bay på Vestkysten.
1898 besøgte svenskeren Alfred Gabriel Nathorst Spitsbergen med en ekspedition om bord i "Antarctic" og ledsaget af en stab af videnskabsmænd. Øgruppen blev omsejlet, og der landedes flere steder. I 1899 gik ekspeditionen til Østgrønland. Fra begge steder hjembragtes store videnskabelige resultater.
1898 blev "Victoria øen" mellem Spitsbergen og Frants Josef’s Land opdaget af de norske sælfangerkaptajner Joh. og P. W. Nilsen samt L. Sebulonsen. Af stor betydning var de i 1898—1902 foretagne gradmålingsarbejder på Spitsbergen, som udførtes af svenske og russiske ekspeditioner under Jäderen og de Geer, Sergieski, Bunge og Tschernyschew.
1899 foretog svenskeren J. G. Anderson undersøgelser på Bjørnø.
1902—03 foretog nordmanden professor Birkeland nordlysiagttagelser på Axelø i Bell-Sund ved Vest-Spitsbergen.
1908 var en norsk ekspedition med geologen Adolf Hoel og en svensk ekspedition med Gerard Jacob de Geer på Vest-Spitsbergen, hvor sidst nævnte foretog geologiske og gletscherundersøgelser. Fyrst Albert af Monaco besøgte 1906 på ny farvandene omkring Spitsbergen med sin yacht "Princesse Alice". Han ledsagedes af flere forskere: skotten dr. W. E. Bruce (som i alt 8 gange kom til at forske på Spitsbergen) og den fra den anden "Fram"-ekspedition kendte ritmester Gunnar Isachsen, der blandt andet udforskede det indre af landet mellem Cross-Bay og Wood-Bay på Vest-Spitsbergen. Også 1907 drev de undersøgelser på Spitsbergen for fyrstens regning. Isachsen udsendtes endvidere derhen 1909 med en norsk statsekspedition, der havde topografiske og geologiske formål, lige som han 1910 fortsatte sådanne. Også dr. Bruce kom igen til Spitsbergen 1909 og senere. Samme år besøgtes øgruppen af nordmanden Ho1msen. 1910 kom en tysk arktisk zeppeliner-ekspedition til Vest-Spitsbergen med "Mainz".
Svenskerne havde vundet store videnskabelige triumfer på Spitsbergen, og de vedblev at sende undersøgelsesekspeditioner derop. Da de 1909 kunne holde 50 års jubilæum for undersøgelser på Spitsbergen, oplyste de, at der i den forløbne periode havde været udsendt i alt 24 ekspeditioner. I dem havde 76 videnskabsmænd, 8 læger og 27 søofficerer deltaget. Det blev ikke derved, thi siden har flere svenske videnskabsmænd gæstet Spitsbergen. Blandt andet professor E. Anderson flere gange.
Norske videnskabsmænd var også stadig virksomme på Spitsbergen. 1911 var geologen O. Holtedahl med 2 ledsagere deroppe, 1911, 1912, 1913 og 1914 geologen Birger Jacobsen, 1912 kaptajn A. Staxrud og ingeniør A. Kolle, 1914 ligeledes en norsk ekspedition, 1918 geologen Adolf Hoel og flådekaptajn Sverre Røvig og så videre. Disse videnskabsmænd og topografer bar foretaget hydrografiske, geologiske og topografiske undersøgelser samt undersøgelser af kulfelter og fosfatlejer. Siden året 1900 har den norske stat endvidere udrustet flere oceanografiske ekspeditioner til »Det norske Hav«.
1913 blev der oprettet en trådløs telegrafstation på Spitsbergen. Samme år udgik en fransk ekspedition til Frants Josef’s Land med Jules de Payer, søn af øgruppens første opdager. En norsk damper førte ekspeditionen frem, men den havde ikke held med sig. Samme år foretog ingeniør Pallers undersøgelse på Spitsbergens indlandsis, udsendt på bekostning af fyrsten af Monaco. Samme år bekostede fyrsten udsendelsen af en schweizisk ekspedition under ingeniør Herman Stoll med to ledsagere til Spitsbergen, men der opkom stridigheder mellem deltagerne, og to vendte hjem. 1914 besøgtes Spitsbergen af en tysk meteorologisk ekspedition, og samme år foretoges der sammesteds jordmagnetiske undersøgelser for Carnegie-Instituttet i Washington.
Efter 1. verdenskrig blev Spitsbergens undersøgelse blandt andet blevet af I. M. Wordies ekspedition til Prins Karls Forland 1919—20, lige som en hollandsk ekspedition under H. H. Drenelhuys og E. C. Abendanon var på Spitsbergen 1920.

### Norge og Svalbard
Norge var en række gange siden slutningen af 1890-årene blevet anmodet af stormagterne, deriblandt Storbritannien, om at gøre krav på Svalbard. Stockholm-regeringen havde endog i 1871 foreslået at lægge øgruppen under Sverige-Norge, men Oslo-regeringen frygtede omkostningerne og afslog det. Russerne startede opsynstjeneste i Arktis i 1898 rettet mod norske fangstfolk og fiskere, og året efter var tyskerne på Bjørnøya.
Da næringsaktiviteterne på og omkring øgruppen begyndte i 1900 med kuldriften og i løbet af 20 år gjorde Svalbard økonomisk attraktivt, førte det til sidst til, at Norge måtte gøre en række traktatsfæstede indrømmelser til andre lande for, at Svalbard skulle kunne blive norsk land. Set fra norsk side var driften først uinteressant, siden det var amerikanske interesser som stod bag kuludvindingen ved århundredskiftet. Lige efter frigørelsen frygtede den norske regering reaktioner fra andre lande, hvis man kom med en proklamation. I 1906–08 lagde Storbritannien et stærkt pres på Norge for at få den norske regering til at okkupere øerne, men Norge afslog igen, selv om man var blevet hemmeligt informeret om, at en række lande, deriblandt USA og Rusland ikke ville protestere. I 1910 var det blevet klart, at russerne ikke ønskede at udsætte Svalbard-spørgsmålet yderligere, og konferencer om spørgsmålet tog til.
Private norske selskaber opkøbte i 1916 kulfelterne i Longyearbyen og i Kings Bay. De norske aktiviteter i 1910'erne på Svalbard, bl.a. driften af Spitsbergen radio, som blev etableret i 1911, spillede en central rolle, da Norge til sidst blev tildelt suverænitet over øgruppen.
Først i 1919, efter at der kom et norsk folkekrav om, at Svalbard måtte blive norsk, godtog den norske regeringen stiltiende et fransk udkast til traktat ved Paris-konferencen i 1920. Norge fik suverænitet over Svalbard 9. februar 1920, efter at Norge og flere andre europæiske lande havde vedtaget Svalbardtraktaten. Svalbard blev ifølge en norsk lov af 17. juli 1925 en del af kongeriget Norge, da loven om Svalbard blev underskrevet af den norske konge i statsrådet, og 14. august samme år blev øgruppen Svalbard officielt overtaget af Norge.
Flere af polarekspeditionerne brugte Svalbard som udgangspunkt.

### Efter 1925
Polarforskerne Roald Amundsen, Lincoln Ellsworth og Umberto Nobile førte i 1926 luftskibet «Norge» fra Ny-Ålesund til Teller i Alaska, og blev dermed de første til at krydse Nordpolen. Samtidig blev det slået fast, at der ikke var noget fast land i polområdet.
Nobile fortsatte arbejdet med base i Ny-Ålesund og kortlagde med luftskibet «Italia» bl.a. nordøstkysten af Grønland, Nikolai II Land (nu Severnaja Semlja) og Nordøstlandet, men forulykkede våren 1928 på pakisen nordøst for Nordøstlandet med et mandskab på 16 om bord på rejse fra Nordpolen tilbage til Ny-Ålesund. Seks omkom. Samtidig med at en omfattende redningsaktion blev iværksat, det tog 48 dage for at bjærge de ti overlevende, blev nordøstkysten af Nordøstlandet kortlagt.
I 1928 blev Norges Svalbard- og Ishavsundersøkelser, det senere Norsk Polarinstitutt, stiftet.
Driften ved Kings Bay i Ny-Ålesund blev i 1929 nedlagt efter en ulykke.
Det nederlandske selskab Nederlandsche Spitsbergen Compagnie (NESPICO), som ejede Barentsburg, gav i 1932 den norske stat et fordelagtigt tilbud på byen. Norge afslog imidlertid tilbuddet, hvorefter det sovjetiske selskab Artikugol og overtog den. Minerne i Sveagruva blev købt af svenskerne i 1934, men nedlagt i 1949 på grund af vanskeligheder med transporten.
I slutningen af 1930'erne gennemgik den norske bjergværksdrift en omfattende udbygning, og Svalbard-budgettet udviste årlige overskud. Det videnskabelige forskningsarbejde blev videreført. Alligevel blev der ikke afsat midler til en isbryder for øgruppen.

### Krigsårene 1940-45
Da Norge blev angrebet af Tyskland i april 1940, drev Store Norske Spitsbergen Kulkompani to miner ved Sveagruva i Van Mijenfjorden, mens Norske Kulfelter udforskede kulfelterne ved Moskushavn. Det sovjetiske Arktikugol drev miner i Barentsburg og Grumantbyen, samtidig med at bosættelsen Pyramiden var under opførelse. Den samlede befolkning på Svalbard var 900 nordmænd og 2000 sovjetiske statsborgere.
Frem til august 1941 foregik normal drift og udskibning både på norsk og sovjetisk side. Kings Bay Kull Company havde tidligere på året genoptaget driften i Ny-Ålesund. Efter Tysklands angreb på Sovjetunionen den 22. juni 1941 iværksatte de allierede den 31. juli vagt ved alle minerne. Alle sovjetiske statsborgere blev evakuerede med britiske krigsskibe til Sovjetunionen i slutningen af august, mens nordmændene blev ført til Storbritannien om bord på MS «Empress of Canada» den 3. september. Samtidig blev alle strategiske objekter (bl.a. kul- og olielagre, kraftstationer, radiostationer) destruerede.
30. april 1942 sejlede 82 mand fra Skotlandsbrigaden fra Greenock med skibene DS «Selis» og «Isbjørn» for at sikre minerne på Svalbard i Operation Fritham, de fleste af disse var tidligere evakuerede. Den 14. maj blev skibene sænket af fire Focke-Wulf Condor uden for Barentsburg. Tolv mand, deriblandt operationens leder oberstløjtnant Einar Sverdrup, døde i forliset. De overlevende nåede over isen til Barentsburg. 15 blev skadede ved luftangrebet, én døde senere af skaderne.
Mændene overlevede isoleret og under stadige luftangreb frem til, at de blev opdaget af et allieret fly i en eftersøgningsoperation den 24. marts. 2. juli ankom forstærkninger i form af luftværn i Operation Gearbox. De følgende operationer, Gearbox 2 til 4, medførte mere personel og luftværn, samt hunde og kystartilleri. Garnisonen på Svalbard talte maksimalt 172 mand.
8. september 1943 blev garnisonen angrebet af slagskibene Scharnhorst og Tirpitz med ti jagere. Skibene medbragte en landgangsstyrke på lige over 600 mand. Klokken 03:05 entrede Tirpitz og tre jagere Grønfjorden og satte Barentsburg i brand. Under bombardementet blev omtrent 200 mand sat i land. De tre jagere blev skadeskudt af det norske kystartilleri. Samtidigt gik Scharnhorst og tre jagere ind i Adventfjorden og overraskede styrkerne i Longyearbyen. Efter fem minutters bombardement blev styrker sat i land fra følgeskibene. Svalbard-garnisonen fulgte stående ordrer og trak sig tilbage til positioner i fjeldene. Seks nordmænd døde, og 41 blev taget til fange, en af de tilfangetagne døde senere. Tyskerne ødelagde bygninger og udstyr i Barentsburg og Longyearbyen, før de trak sig tilbage. Omkring 45 tyskere omkom i kampene.
Intet tilsvarende tysk angreb blev udført, men der blev udført sporadiske bombardementer fra u-både sommeren 1944. De norske styrker blev næsten halverede efter 1943-angrebet og blev trukket ud i efteråret 1945.
Efter det tyske angreb i 1943 havde både de allierede og aksemagterne vejrstationer på øgruppen. De spillede en vigtig rolle for konvojtrafikken.
I juni-juli 1942 blev 24 fartøjer i den østgående konvoj PQ17 sænket øst for Hopen, og mange omkom. Den 4. november blev det sovjetiske dampskib «Dekabrist» på 7463 brt sænket af tyske fly lige syd for Hopen med 80 mand om bord. En af i alt fire redningsbåde, som blev sat i søen og med 19 mand om bord, deriblandt skipper Stepan Polikarpovic Beljajev, gik i land på sydspidsen af Hopen. De fleste af de 19 omkom i løbet af vinteren, men skipperen, skibslægen og en matros overlevede opholdet og blev hentet af den tyske ubåd U-703, som bragte dem til Harstad i sensommeren 1943.
Sovjetunionen fremsatte i 1944 krav om, at Svalbard skulle gøres til et norsk-sovjetisk kondominium (fælleseje), og at Bjørnøya skulle blive sovjetisk. Senere blev kravene frafaldet.
4. september 1945 overgav besætningen på en tysk vejrstation sig til kaptajnen på en norsk sælfangerbåd. Den tyske vejrstation var sat op i september 1944 men havde havde været uden radiokontakt siden maj 1945. Tropperne var de sidste til at overgive sig i 2. verdenskrig.

### Efter 1945
Efter at der i 1946 var fremsat sovjetiske krav om norsk-sovjetiske militærbaser på Svalbard, afviste Stortinget det året efter som værende i strid med Svalbardtraktaten.
I 1948 begyndte genopbygningen af både de norske og sovjetiske bosættelser. Staten overtog Kings Bay.
Efter sovjetiske protester og pres afviste regeringen i 1951 og 1960 norske planer om en civil flyveplads på Svalbard. I 1960 startede to vestlige selskaber søgning efter olie på øgruppen, mens sovjetrusserne kom med året efter.
Den 1. juni 1973 vedtog regeringen at oprette tre nationalparker, to større naturreservater og 15 fuglereservater i øgruppen.
Bygningen af landingsbanen ved Svalbard lufthavn, Longyear startede i 1973, og det første fly landede på flyvepladsen den 14. september 1974. Lufthavnen åbnede officielt den 2. september 1975. Lillejuleaften samme år indtraf den såkaldte «Konestriden på Svalbard», da tre sovjetiske kvinder, som var ægtefæller til de sovjetiske funktionærer på lufthavnen, flyttede til Svalbard. Norske myndigheder godtog det ikke med den begrundelse, at konernes ankomst var aftalestridig og af de norske arbejdere på Svalbard, som ikke kunne medtage deres ægtefæller, ville blive opfattet som uretfærdigt. I de norske bosættelser var der stor boligmangel. Konflikten fandt sin løsning den 10. april ved, at Norge godtog, at Aeroflot skulle have det oprindeligt aftalte antal personel i Longyearbyen, men hvis konerne skulle forblive, måtte tallet på funktionærer reduceres tilsvarende.
I december 1978 blev Svalbard tilknyttet telefonnettet gennem tre telefonkanaler over satellit. Det var et år, før permanent jordstation var planlagt at blive sat i drift ved Isfjord radio. NRKs radioprogram blev skiftevis overført med en af telefonkanalerne. Den ordinære åbning af den permanente jordstation skete i december 1979. Ved åbningen var det verdens nordligste permanente jordstation for geostationære satellitter. Siden 1949 havde befolkningen på Svalbard haft telefonforbindelse med omverdenen på kortbølge over Harstad radio.
NRK startede den 22. december 1984 som det første europæiske fjernsynsselskab ordinære direktesendinger af et rigsdækkende TV-program ved at knytte Svalbard til rigsnettet over Eutelsat I-F2. Tidligere havde Longyearbyens lokale fjernsynsstation sendt to ugers gamle programmer, som var blevet tilsendt på videobånd.
Den 29. august 1996 indtraf Operafjellulykken, da et russisk Tupolev 154M-fly styrtede ned på Operafjellet 14 km øst for Svalbard lufthavn, Longyear i forbindelse med indflyvning. Ulykken kostede 141 mennesker livet.
I november 2001 blev det første lokalstyre på Svalbard valgt. En tværpolitisk fællesliste fik 8 af de 15 pladser i Longyearbyens lokalstyre, som holdt sit første møde i januar året efter. I december 2001 vedtog Stortinget, at Norske Spitsbergen Kulkompani skulle kunne drive ordinær minedrift i Svea. Svalbardmiljøloven trådte i kraft i juni 2002. Bjørnøya blev et eget naturreservat i august samme år.
Norge ratificerede den 2. juni 2006 en traktat med Danmark om delelinjen af kontinentalsoklen og fiskerizonerne mellem Grønland og Svalbard.

## Geografi
Svalbard er en øgruppe mellem Ishavet, Barentshavet, Grønlandshavet og Norskehavet, som udgør den nordligste del af Norge. Øgruppens samlede landareal er 61 022 km² og domineres af øen Spitsbergen, som udgør mere end halvdelen af øgruppen, efterfulgt af Nordaustlandet og Edgeøya. Alle bosætninger ligger på Spitsbergen med undtagelse af meteorologiske stationer på Bjørnøya og Hopen.
Svalbard ligger i det nordvestlige hjørne af den Eurasiske Plade . I syd og øst er havbunden kun 200-300 meter dyb, mens den i nord og vest er 4.000 meter. Nord for Svalbard finder man pakis og Nordpolen. Den russiske øgruppe Franz Josefs Land og Novaja Zemlja ligger i øst, mens Grønland ligger vest for Svalbard.
De største øer er Spitsbergen 37673 km², Nordaustlandet 14443 km², Edgeøya 5074 km², Barentsøya 1288 km², Kvitøya
682 km², Prins Karls Forland 615 km², Kongsøya 191 km², Bjørnøya 178 km², Svenskøya 137 km², Wilhelmøya 120 km², andre 621 km².
Placeringen nord for Polarkredsen gør, at Svalbard oplever både midnatssol om sommeren og polarnatten om vinteren. Ved 74° nord varer midnastsolen 99 dage og polarnatten 84 dage, mens ved 81° nord er de respektive tal 141 og 128 dage. Longyearbyen har midnatssol fra 20. april til 23. august, mens polarnatten varer fra 26. oktober til 15. februar. Om vinteren kan fuldmånen i kombination med lys reflekteret fra sne give ekstra lys.
Gletsjerne på Svalbard dækker 36 502 km2, eller 60 %, mens 30 % er isfrie bjerge og 10 % er vegetation. Den største gletsjer er Austfonna 8 412 km² på Nordaustlandet, fulgt af Olav V Land og Vestfonna. Om sommeren er det muligt at stå på ski fra Sydkap i syd til nordsiden af Spitsbergen med kun få pletter, som ikke er dækket af sne eller gletsjere. 99,3 % af Kvitøya er dækket af gletsjere.
De største bebyggelser på Svalbard er Longyearbyen, Barentsburg og Ny-Ålesund. I Longyearbyen, hvor også Longyearbyens lokalstyre (sammenligneligt med en kommune) befinder sig, ligger også Svalbards sysselmandskontor (sammenligneligt med et amt).

## Klima
Svalbard har arktisk klima med et stærkt præg af kystklima. Der er midnatssol fra 20. april til 22. august og mørketid fra 27. oktober til 15. februar. På grund af det kolde klima har man valgt Svalbard som det sted, hvor en international frøbank, Svalbard Global Seed Vault, bedst kunne placeres.

## Demografi
Øgruppen er overvejende befolket af nordmænd (ca. 1.800) og russere og ukrainere (tilsammen ca. 800), hvoraf de fleste overvintrer. Sysselmanden er statens øverste repræsentant på Svalbard og udøver også politimyndighed. Øgruppen administreres ellers som en del af Troms fylke (amt). Enkelte love gælder ikke på Svalbard.
Da Longyearbyens sundhedshus ikke er udstyret til fødsler, er det et krav at fødende, seneste tre uger før termin, rejser til fastlandet hvor fødslen skal foregå.
Grundet permafrosten er det ikke muligt at begrave afdøde, da frosten ganske enkelt vil presse dem op af jorden igen. Urnenedsættelser er dog tilladt.
Der hersker en lang tradition for, at beboerne på øgruppen ikke aflåser hverken huse eller biler, primært for at de selv og andre skal kunne søge hurtig tilflugt i tilfælde af isbjørneangreb.
Bebyggelser og stationer: Folketal pr. 1. september 2004
- Longyearbyen: 1.831
- Ny-Ålesund: 33
- Svea (Sveagruva): 9
- Barentsburg: 812 (russere og ukrainere)
- Hornsund: 12 (polakker på en forskningsstation)
- Bjørnøya: 9
- Hopen: 4

## Økonomi og næringsliv
Svalbard er kendt for sine store forekomster af kul, og siden begyndelsen af 1900-tallet har både russere og nordmænd udvundet det. Der er også fundet forekomster af jern, asbest og zinkblende, og prøveboringer efter olie og gas foretages.
Svalbard Radio er i dag den eneste kystradiostation på Svalbard. Stationen, som er vigtig i den maritime redningstjeneste, samarbejder tæt med Svalbard Lufthavn, som er den internationale lufthavn ved Longyearbyen. Den har ruteflytrafik til Oslo, Tromsø og Murmansk/Moskva.
Turisme er vigtig for Svalbard. Mange tusinde turister fra hele verden besøger øgruppen for at opleve midnatssol, isbjørne og det barske klima. I den senere tid har eventyreren Stein P. Aasheim haft flere ekspeditioner til Svalbard og har også overvintret med familien i en fangsthytte på Austfjordneset (Spitsbergen).